# Jama Lurške Matere Božje v Heiligenkreuzu
Jama Lurške Matere Božje v Heiligenkreuzu je krščansko spominsko območje v istoimenski občini v Dunajskem gozdu v okrožju Baden pri Dunaju, ki ga je opatija Heiligenkreuz leta 2017 uredila kot verski spomenik v čast Blaženi Devici Mariji. Kot vse podobne jame Lurške Matere Božje po svetu, tudi ta spominja na svetovno znano votlino Marijinega prikazovanja v francoskem romarskem mestu Lurd.

## Kraj in zgodovina
Heiligenkreuz leži na romarski poti Via Sacra, ki vodi od Dunaja do avstrijskega narodnega marijanskega svetišča Mariazell,  in je že od nekdaj kraj, kjer se ustavljajo številne skupine romarjev. Cistercijani opatije Heiligenkreuz pravijo o češčenju Marije, Božje matere: „Kjer Marijo častijo in molijo k njej, se vera ukorenini ter postane živa in močna. Kjer je ljubljena Marija, je ljubljena tudi Cerkev“. Zato so v neposredni bližini opatije Heiligenkreuz uredili poseben prostor za romarje – jamu Lurške Matere Božje. Ta Marijina votlina je bila zgrajena poleti 2017 v naravni kamnini neposredno ob potoku Sattelbach v bližini srednjeveške kašče; na predvečer Marijinega vnebovzetja (14. avgusta) pa jo je slovesno posvetil nadškof Peter Stephan Zurbriggen, takratni apostolski nuncij v Avstriji. En kip Lurške Madone z začetka 20. stoletja, ki so ga podarili opatiji Heiligenkreuz, je obnovljen in postavljen v naravno vdolbino skale, pred katero je postavljen oltar iz istega kamna. Od avgusta 2020 je del jame Lurške Matere Božje v Heiligenkreuzu tudi manjši kip svete Bernardke Lurške, ki ga je podaril neznani dobrotnik: 14. avgusta 2020 ga je blagoslovil opat spodnjeavstrijske cistercijanske opatije Lilienfeld Pius Martin Maurer med veliko procesijo ob svečah.

 »Čeprav je Marija pri Bogu, še vedno želi biti tudi med nami. Tako priznana mesta Marijinih prikazovanj, kot sta Lurd in Fátima, kažejo na Marijino materinsko bližino in ljubezen.« — Maximilian Heim OCist
 »Pustimo se Mariji, naj nas pelja, da bomo po njej bolj podobni Jezusu. Naj nas vedno bolj vodi Brezmadežna, kamorkoli in kakorkoli hoče, da bomo lahko pri opravljanju svojih verskih dolžnosti vse ljudi približali njeni ljubezni.« — Maksimilijan Kolbe OFMConv
 »Sveti Duh po Mariji in z Marijo deluje za odrešenje človeštva.« — Bernhard Vošicky OCist
 »Kjer je Marija, tam je prvinska podoba popolne predanosti in hoje za Kristusom. Kjer je Marija, tam je binkoštna navzočnost Svetega Duha, tam je prebujenje in pristna prenova.« — Papež Benedikt XVI.